# Fitonutrient

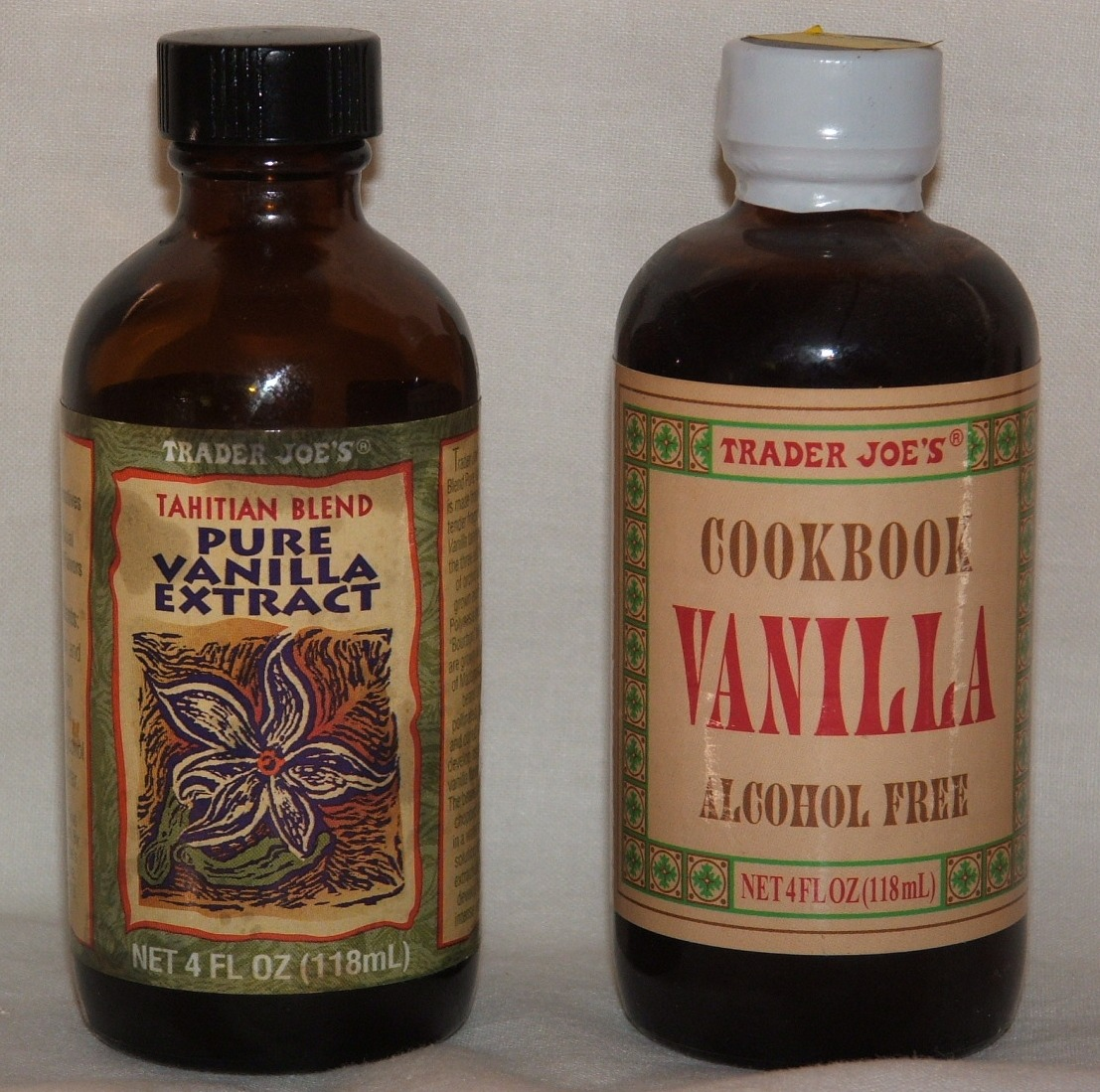
Extract de vanilie - fitonutrient.

Fitonutrientul este un compus chimic, cum ar fi beta-carotenul, care apare în mod natural în plante. Termenul este folosit pentru produșii chimici care pot afecta pozitiv sănătatea, dar nu sunt nutrimente esențiale.

## Listă de fitonutrienți
- Carotenoida - pigment natural prezent în produsele vegetale portocalii-roșii
- Polifenolul - sunt o categorie antioxidanți ale căror principală acțiune este prevenirea formării radicalilor liberi, luptând împotriva îmbătrânirii pielii. Sunt de două feluri: (bio)flavonoidele (grupul cel mai numeros) și acizii fenolici.
- Luteina - face parte din grupul carotenoidelor, este un pigment natural care se găsește în varză, varza creață, spanac. Luteina, pe lângă rolul său împotriva acțiunii radicalilor liberi, are efect benefic asupra sistemului ocular
- Zeaxantina - este un fitonutrient înrudit cu luteina. Luteina și Zeaxantina au efect asupra retinei și cristalinului, combinația dintre cele două are proprietăți antioxidante sporite. Principalele surse de zaxantină: varză, varza creață, spanac, gălbenușul de ou
- Licopenul - este un fitonutrient format din compuși nesaturați de carotenoide. Are efect benefic și asupra sistemului natural de apărare al organismului. Principalele surse: roșiile și produsele pe bază de roșii
- Acid elagic - este un compus (poli)fenolic. Principalele surse: kiwi, zmeură, căpșună, afine, nuci de pecan, rodie, alune
- Hesperidina - este un fitonutrient din categoria flavonoidelor. Menține condiția capilarelor, formează colagenul în țesutul conectiv, favorizează funcționarea sistemului imunitar. Principalele surse: Coaja, membrana și pulpa citricele: portocale, lămâie, grapefruit